# Chenopodium amaranticolor
Chenopodium amaranticolor är en amarantväxtart som först beskrevs av H.J.Coste och A. Reyn., och fick sitt nu gällande namn av H.J.Coste och A. Reyn. Chenopodium amaranticolor ingår i släktet ogräsmållor, och familjen amarantväxter. Inga underarter finns listade i Catalogue of Life.